# 大国政治的悲剧
《大国政治的悲剧》 是美国学者约翰·米尔斯海默在2001年出版的一本有关国际关系理论的书籍。米尔斯海默将他的理论解释为“攻势现实主义”，源自早期国际关系理论中的现实主义。他认为世界处于列强之间的冲突中，并且永远不会结束。

## 主要观点

### 无政府状态和权力斗争
米尔斯海默认为国家总是在寻找机会获得“力量”以超过它们的对手。他解释国家无休止的追求力量是因为国际关系中的无政府状态，“政府之上无政府”，国家只能依靠其自身获得安全。因此，国家会不断寻求扩大其自身的军事、经济力量以保障自身的安全。

### 陆地强国的首要地位
米尔斯海默认为一个国家在国际政治中的份量，源于其军队的力量特别是陆军的力量，他认为陆军仍然是现代战争的主导力量，但陆军的投送能力受到广阔海洋的限制。另外，核武器能夠降低但不能消除大國間陸軍衝突的可能。

### 海洋的阻力
米尔斯海默认为海洋的存在让任何国家都无法实现全球霸权，他解释为海洋限制了军事力量的投射能力，从而在全球范围内分散了霸权。
因此，美国外交政策的核心目标是成为西半球的霸主，并防止在东半球出现类似霸主。换句话说，美国的角色是作为一个离岸平衡手，阻挠任何欧亚大陆霸权国家（俄罗斯、中国）的崛起，并且用战争作为阻止其崛起的最后手段。

### 离岸平衡手
米尔斯海默總結歐洲史上英國在歐陸的外交策略為離岸平衡，並指出美國應扮演離岸平衡手的角色。

### 攻勢現實主義
針對大國對國際政治的影響，作者採用的是攻勢現實主義，在國際政治的無政府狀態下，大國首要關心的元素為如何在國際政治中生存。在攻勢現實主義的解釋當中，大國會為了自身的生存竭盡心力的擴充自身相對於其他國家的相對權力以獲得最大的安全，故大國會為了自身不得不採取侵略性行為，為國家犧牲對手以獲得更多的權力。